# Николай Коцев
Николай Стоянов Коцев е български офицер, генерал-майор.

## Биография
Роден е на 18 декември 1927 г. във врачанското село Лютиброд. Завършва 70-ти випуск на Народното военно училище „Васил Левски“. Излиза с чин подпоручик и започва да служи в инженерни войски. По-късно завършва Военноинженерна техническа академия. Бил е командир на взвод и началник на Управление „Инженерни войски“ в Командване „Сухопътни войски“. Известно време е заместник-началник на Гражданска отбрана. Умира на 2 юни 2000 г.

## Образование
- Народно военно училище „Васил Левски“
- Военноинженерна техническа академия